# Victor Hehn
Victor Hehn (født 8. oktober 1813 i Dorpat, nu Estland, død 21. marts 1890 i Berlin) var en tysk kulturhistoriker. Han var lærer i Pärnu og ved universitetet i Tartu, 1851-55 var han forvist til Tula som mistænkt for deltagelse i politiske konspirationer. 1856-73 var han overbibliotekar i Sankt Petersburg.

## Virksomhed inden for kulturhistorie
Hehn beskrives som en bredt vidende af betydning og elegant formkunstner. Han skrev arbejder, der betragtes som forstudier til en europæisk kulturhistorie. Hans Ueber Goethes Hermann und Dorothea regnes blandt Goetheforskningens datidige ypperste arbejder.

## Bidrag til indoeuropæisk forskning
Hehn viste interesse for historisk kulturgeografi og fik stor betydning for forskningen om urindoeuropæernes kultur. Især var det Kulturpflanzen und Hausthiere in ihrem Übergang von Asien nach Griechenland und Italien sowie in das übrige Europa fra 1870, som vakte entusiasme inden for akademiske kredse. Ifølge Hehn var det risikabelt at i forsøg på at rekonstruere en protoindoeuropæisk kultur alt for ensidigt støtte sig til lingvistisk palæontologi hvis metodiske sikkerhed, han betvivlede. Således mente han, at det var tvivlsomt med sikkerhed at slutte sig til at protoindoeuropæerne holdt tamme heste blot forde at det var muligt at rekonstruere ordet for hest. Måske kendte de kun til dyret uden at have tæmmet det. For at svare på spørgsmålet måtte man, ifølge Hehn, skaffe sig viden om planters og dyrs kulturhistorie. Hvorifra kom de? Hvornår og hvor begyndte mennesker at udnytte dem? Hvorledes spredtes de og kundskaben om dem?
Ifølge ham havde protoindoeuropæerne ingen del i den neolitiske revolution men levede som nomader i Centralasien. Det datidige gængse syn handlede om jordbrugende protoindoeuropæere. Efter, at den teoretiske retning evolutionisme havde "sænket" protoindoeuropæernes kulturelle status, forvandlede Hehns bidrag dem til folk på nomadestadiet. I den europæiske, kristne og humanistiske historieskrivning havde ellers hunnere, tatarer, kosakker og mongolere, nomadiske folk fra det indre af Eurasien kontinuerligt været diaboliserede. Nu skrev Hehn om protoindoeuropæerna som om de befandt sig på samme kulturelle stadium som nomadiske folk. Hehn udtrykte antipatier mod nomader. Han var liberal humanist og hegeliansk fremskridtsoptimist, som ikke så kontinuitet med det forgangne eller forankring i "den naturlige tilstand" som dyder men som tegn på stagnation. For Hehn markerede opfindelsen af jordbruget heller ikke overgangen fra barbari til civilisation. Det gjorde i stedet havebruget. Italien var Hehns ideal. Han kontrasterede kaféernes offentlige samtaler om politik mod den reaktionære kirke.
Hehn hævdede altså, at protoindoeuropæerne havde været netop nomader i Centralasien og at de mest konservative af alle indoeuropæere havde været slaverne. Hehns afsky for slavere var endog så stærk, at nazisterne tilgav ham hans liberalisme og anvendte ham i deres egen antislaviske og antibolsjevikiske retorik. Hans De moribus ruthenorum fra 1892 er dagbogsoptegnelser fra Rusland af "højst ironisk og skeptisk art".

## Forfatterskab
- Die Physiognomie der italienischen Landschaft (1844)
- Italien, Ansichten und Streiflichter (1867)
- Kulturpflanzen u. Haustiere in ihren Übergang aus Asien nach Griechenland und Italien, sowie in das übrige Europa (1870)
- Das Salz, eine kulturhistorische Studie (1873)
- Gedanken über Goethe (1887)
- Ueber Goethes "Hermann und Dorothea" (1893)
- Tagebuchblätter (1892)
- Reisebilder aus Italien und Frankreich (1894)